# Chaetodontoplus personifer
Chaetodontoplus personifer är en fiskart som först beskrevs av Mcculloch, 1914.  Chaetodontoplus personifer ingår i släktet Chaetodontoplus och familjen Pomacanthidae. IUCN kategoriserar arten globalt som livskraftig. Inga underarter finns listade i Catalogue of Life.